# Švédský stůl

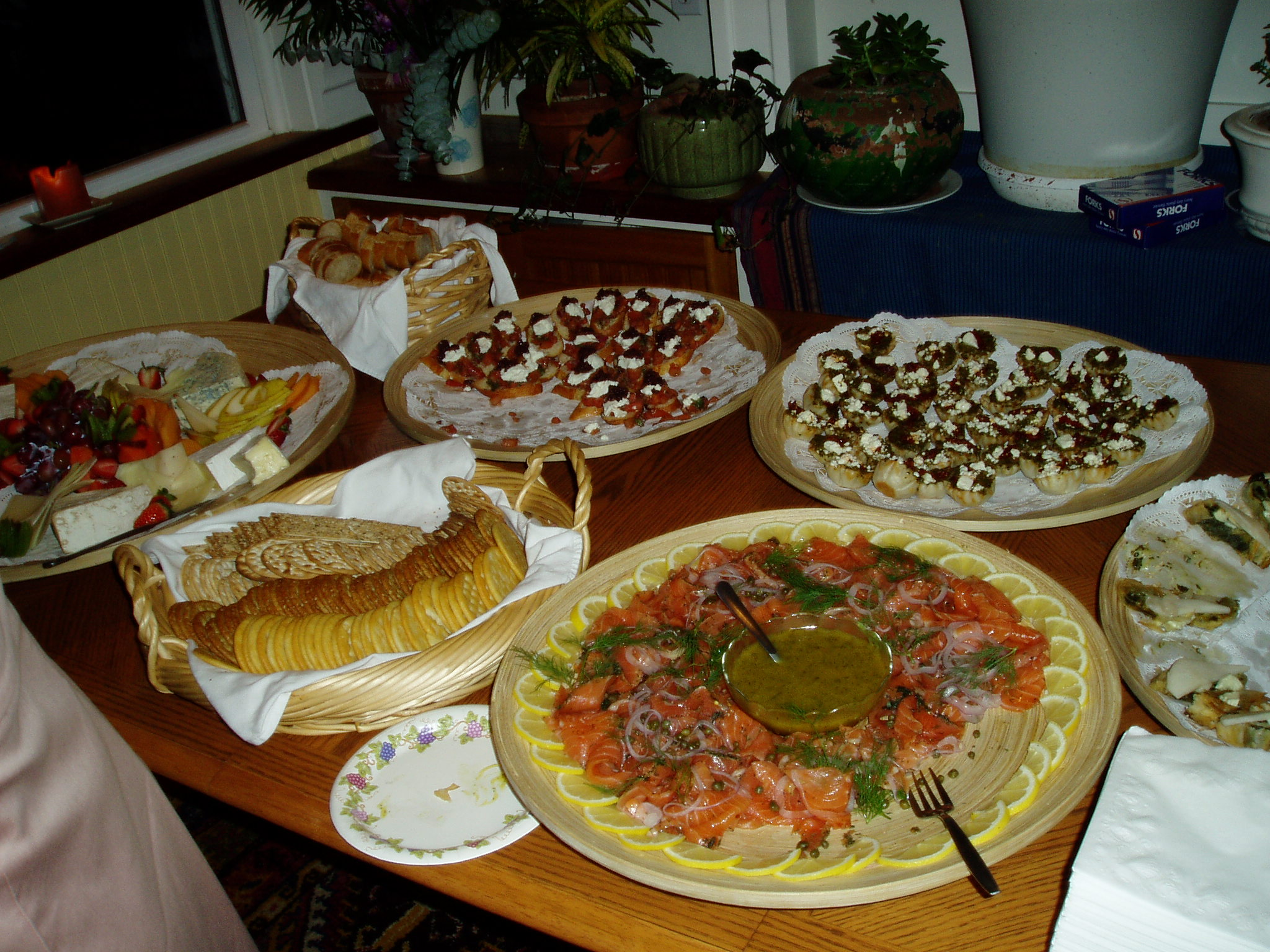
Švédský stůl (2004)

Švédský stůl, švédsky smörgåsbord, je forma bufetu ve švédské kuchyni zahrnující různé studené i teplé pokrmy z ryb a masa, které si hosté sami berou na talíř. Jeho součástí také bývají sýry, nakládaná zelenina, dezerty, chléb a nápoje, typicky pivo a akevitt. Smörgåsbord je považován za jeden ze symbolů švédské kuchyně a je mezinárodně známý, například ve Spojených státech byl popularizován světovými výstavami v roce 1939 a 1964. Podobá se také ruským zakuskům, ale není jasné, zda je mezi těmito dvěma způsoby servírování nějaký vztah.
Výraz smörgåsbord znamená doslova „stůl se smörgåsy“, přičemž smörgås, ve švédštině 21. století nazývá spíše macka, znamená obložený chléb či chlebíček.

## Dějiny
Smörgåsbord vychází ze staršího způsobu servírování, známého jako brännvinsbord „pálenkový stůl“, který byl užíván v majetných domácnostech pro předkrmy před hostinou. Ten 17. století zahrnoval chléb s máslem a pivo, v 18. století se přidala sušená ryba, maso a sýr; a pivo bylo nahrazeno akevittem. V 19. století se začal používat název smörgåsbord a švédský stůl se začal stávat čím dál tím více bohatým chodem. Nakonec se rozšířil mezi široké vrstvy obyvatelstva a začaly se v něm objevovat levné a dostupné produkty konzervárenského průmyslu. Přes svůj aristokratický původ tak byl smörgåsbord na počátku 20. století chápán jako obyčejné a lidové jídlo. V té době se také začal servírovat samostatně, nikoliv jako předkrm před dalším jídlem, a to například během olympijských her ve Stockholmu v roce 1912. Po 2. světové válce se švédský stůl opět vrátil do kuchyně vyšších vrstev ve zdokonalené podobě spojené s restaurací Operakällaren, v které působil šéfkuchař Tore Wretman.

## Podoba

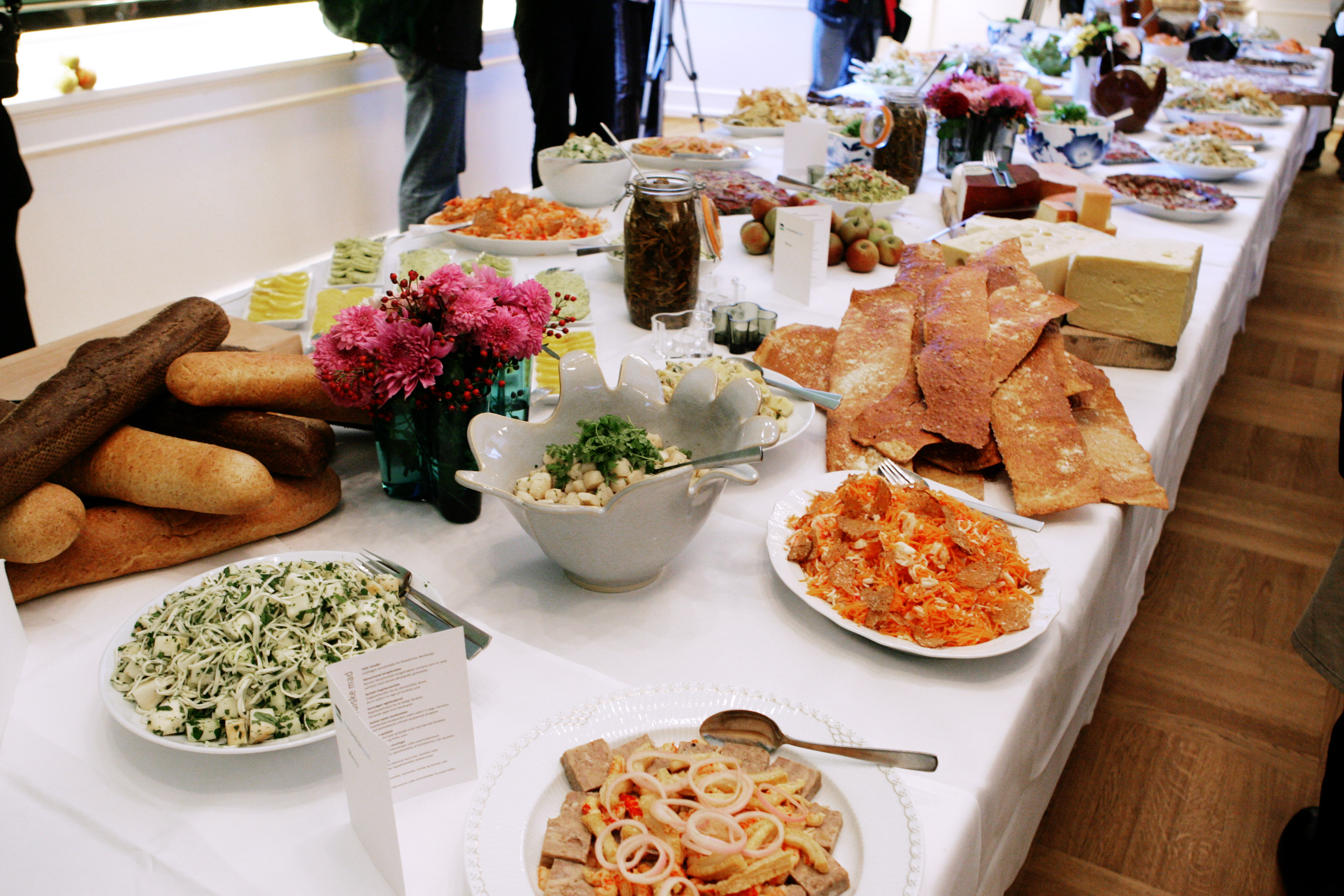
Švédský stůl ve stylu nové severské kuchyně (2006)

Šéfkuchař Tore Wretman (1916–2003) navrhl následující pětichodový švédský stůl:
- solená ryba, nejlépe sleď (v kořeněné omáčce, s hořčicí, ve smetaně s pažitkou) nebo sleďový salát, tento chod také zahrnuje výběr sýrů
- další ryby, například losos (s majonézou, sušený s hořčičnou omáčkou, uzený, v aspiku), tento chod může zahrnovat mořské plody, například jako västkustsallad (salát z kraba a krevet s chřestem a houbami) nebo vařená vejce s krevetami
- Studený nářez sestávající z šunky, jazyka, huspeniny, krkovice, salámu a paštiky, nakládané okurky a červená řepa, rajčata, zelný salát
- teplé pokrmy jako köttbullar (karbanátky), chřestová omeleta, ledvinkové ragú, Prinskorv (párky), Janssonovo pokušení, pytt-i-pann nebo Biff à la Lindström
- dezerty a jiné sladkosti

Wretman také vyjádřil názor, co na smörgåsbord nepatří: konzervované ovoce a francouzské a italské plísňové sýry jako brie nebo gorgonzola. Tato pravidla však nejsou vždy dodržována a na počátku 21. století se švédské stoly od Wretmanova pojetí liší i v jiných ohledech, například sýry bývají přesunuty ke konci a je kladen větší důraz na to, aby odpovídaly zdravé stravě.
Smörgåsbord je servírován také na Vánoce, pod názvem julbord „vánoční stůl“, kdy má pět až sedm chodů. V tom se objevuje například vánoční šunka s hořčicí, majonézový salát z červené řepy nebo rýžová kaše Risgrynsgröt.